# Nikola Žigić
Nikola Žigić (em sérvio: Никола Жигић; Bačka Topola, 25 de setembro de 1980) é um ex-futebolista sérvio que atuava como centroavante. 

## Carreira
Passou por alguns clubes sérvios de pouca expressão nos seus primeiros anos de carreira, fazendo muitos gols quando atuava pelos mesmos. Žigić chamou a atenção de grandes clubes europeus relativamente tarde, aos 26 anos, quando foi campeão do Campeonato Sérvio-Montenegrino pelo Estrela Vermelha, em 2006.
Em agosto de 2007, o centroavante foi contratado pelo Valencia. Pouco aproveitado no time titular, devido ao alto número de atacantes no elenco, foi emprestado na metade do campeonato para o ao Racing de Santander, clube onde já havia jogado anteriormente.
Participou da conquista da Copa do Rei em abril de 2008, quando o Valencia sagrou-se campeão ao vencer o Getafe na final. Pouco mais de dois anos depois, no dia 26 de maio de 2010, foi contratado pelo Birmingham City, da Inglaterra.

## Seleção Nacional
Jogando pela Seleção Servo-Montenegrina na Copa do Mundo FIFA de 2006, Žigić marcou o primeiro gol da Sérvia e Montenegro no torneio, na derrota de virada para a Costa do Marfim. O atacante também disputou a Copa do Mundo FIFA de 2010, agora defendendo a Sérvia como país independente, e ele afirmou que aquela seria sua Copa do Mundo. No entanto, sua equipe foi eliminada ainda na fase de grupos.

## Títulos
Estrela Vermelha
- Campeonato Sérvio-Montenegrino: 2003–04 e 2005–06
- Copa da Sérvia e Montenegro: 2003–04 e 2005–06

Valencia
- Copa do Rei: 2007–08

Birmingham City
- Copa da Liga Inglesa: 2010–11

### Prêmios individuais
- Futebolista Sérvio do Ano: 2003 e 2007
- Artilheiro do Campeonato Sérvio-Montenegrino: 2003–04 (19 gols)